# Gendarmerie de Salers
La gendarmerie de Salers dite maison du Président est une gendarmerie situé en France sur la commune de Salers, en région Auvergne-Rhône-Alpes.

## Localisation
Le monument se trouve rue du Beffroi dans le centre de Salers.

## Historique
Au XVe siècle, Pierre Lizet, président du Parlement de Paris et opposé aux Protestants ainsi qu'aux grands seigneurs, fit construire une maison qui servit de gendarmerie jusqu'au XXe siècle,.

## Description

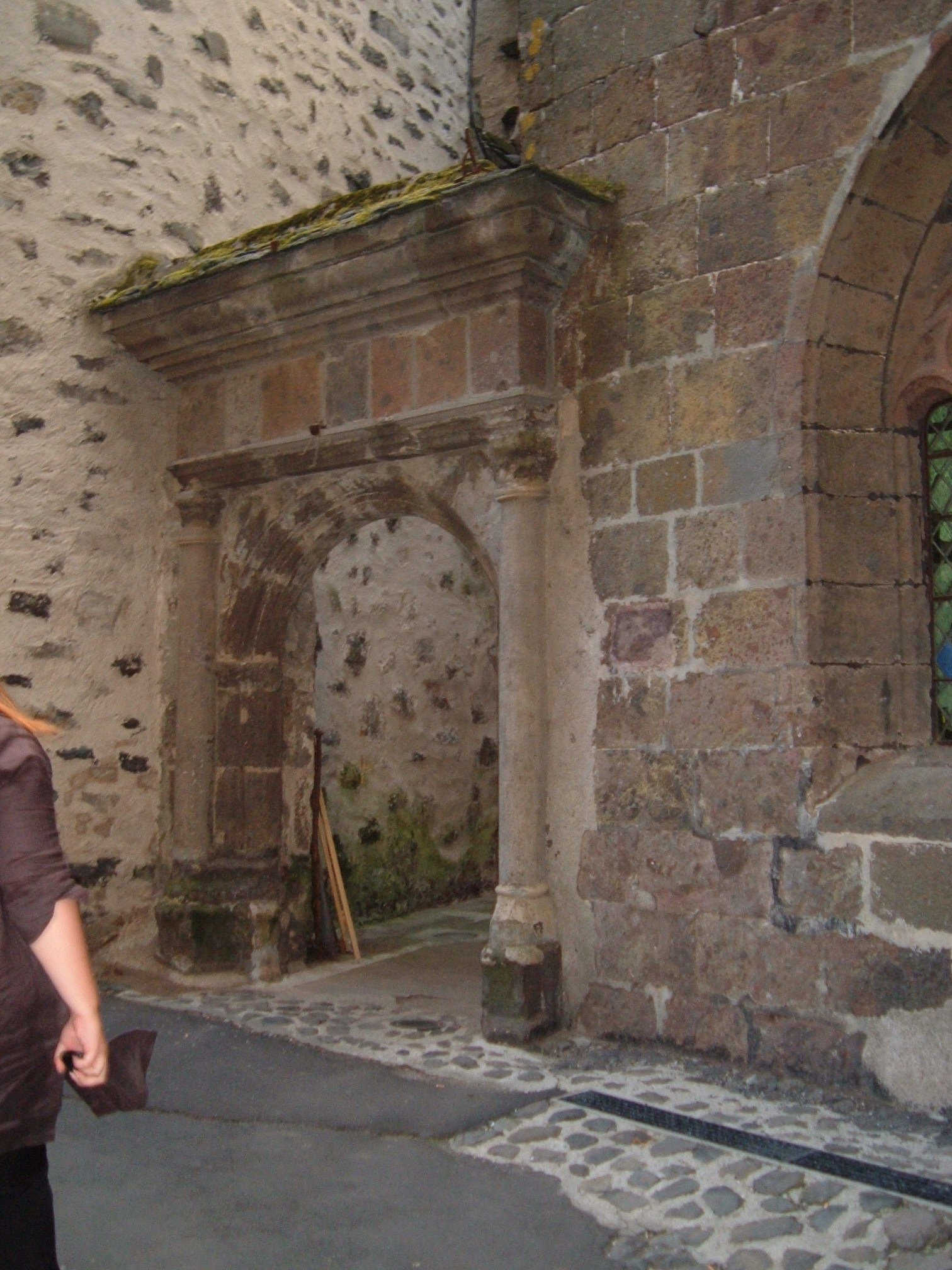
Porte.

L'édifice présente une façade gothique avec une fenêtre à meneau et un tympan décoré. À l'intérieur, une salle voûtée de forme rectangulaire est soutenue par des nervures reposant sur des culs-de-lampe. À l'intersection des liernes, diagonales et tiercerons, des cartouches ornent la voûte, représentant des armes et des écussons.

## Protection
La façade est inscrite au titre des monuments historiques par arrêté du 26 octobre 1925.